# Nyctinomops
Nyctinomops is een geslacht van zoogdieren uit de familie van de bulvleermuizen (Molossidae). De wetenschappelijke naam van het geslacht werd in 1902 gepubliceerd door Gerrit Smith Miller.

## Soorten
Er worden 5 soorten in dit geslacht geplaatst:
- Nyctinomops aurispinosus (T. R. Peale, 1849)
- Nyctinomops femorosaccus (C. H. Merriam, 1889)
- Nyctinomops laticaudatus (É. Geoffroy, 1805)
- Nyctinomops macrotis (J. E. Gray, 1839)
- Nyctinomops mbopicuare Barquez et al., 2023